# Die Afrikaanse Patriot

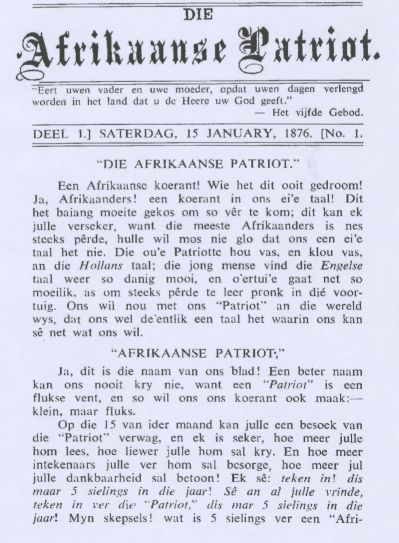
La première page du premier numéro du mensuel Die Afrikaanse Patriot (Le Patriote afrikaner) de la Genootskap van Regte Afrikaanders (Société des vrais Afrikaners).

Die Afrikaanse Patriot (signifie Le Patriote afrikaans en langue afrikaans) est le premier journal de langue afrikaans d'Afrique du Sud.
Die Afrikaanse Patriot a été fondé à Paarl par la Genootskap van Regte Afrikaners (la société des vrais Afrikaners) dirigé par Stephanus Jacobus du Toit, afin de défendre la culture et l'utilisation de la langue afrikaans dans la colonie du Cap. Le 15 janvier 1876, la société des vrais Afrikaners, au travers de sa compagnie d'édition DF du Toit & Co, publiait son premier journal, un mensuel, intitulé Die Afrikaanse Patriot et dont la devise est « écrivez comme vous parlez ». 
Le succès du mensuel auprès du lectorat de langue afrikaans lui permit de devenir un hebdomadaire du week-end dès 1878 et d'atteindre une diffusion constante de 3700 exemplaires au début des années 1880. Journal d'opinion, il manifeste dans un premier temps, sous la direction de Du Toit, un virulent sentiment anti-britannique et anti-colonial. Cependant, au cours des années 1890, sa ligne politique évolue et à la veille de la seconde guerre des Boers, il est devenu un journal afrikaans favorable à l'impérialisme britannique en Afrique du Sud et hostile à la politique autarcique de Paul Kruger, le président boer de la république sud-africaine du Transvaal. Cette nouvelle prise de position lui fait d'ailleurs perdre de nombreux lecteurs pro-Boers et en 1904, le journal fait faillite. 
Il ressuscite cependant sous un nouveau titre, le Paarl Post, le 14 janvier 1905, dorénavant bilingue et moins axé sur la politique. 